# Valentín Elizalde
Valentín Elizalde Valencia, född 1 februari 1979 i Jitonhueca, Sonora, död 25 november 2006 i Reynosa, Tamaulipas, var en mexikansk sångare. Han var även känd under smeknamnet "El Gallo de Oro" (Guldtuppen). Den 25 november 2006 mördades han efter en konsert i Reynosa, av det Tamaulipas-baserade gänget Los Zetas. Hans mördare, Raúl Hernández Barrón, arresterades alltjämt i Coatzintla, Veracruz den 22 mars 2008.